# Edward Carrere
Edward Carrere (13 de outubro de 1906 — Mission Viejo, 19 de dezembro de 1984) foi um diretor de arte estadunidense. Venceu o Oscar de melhor direção de arte na edição de 1968 por Camelot, ao lado de John Truscott e John W. Brown.